# Ulinje
Ulinje (cyr. Улиње) – wieś w Bośni i Hercegowinie, w Republice Serbskiej, w gminie Gacko. W 2013 roku liczyła 34 mieszkańców.